# Günter Karge
Günter Karge (* 30. Oktober 1953 in Köln) ist ein ehemaliger deutscher Leichtathlet.

## Sportliche Karriere
Günter Karge war bis 1974 bei TuS Köln rrh. 1874 und wechselte dann zu Bayer 04 Leverkusen. Seine beste Einzelplatzierung bei Deutschen Meisterschaften war der 3. Platz im 400-Meter-Lauf 1977 in Hamburg. Von 1975 bis 1980 gewann Karge sechs deutsche Meistertitel mit der Leverkusener 4-mal-400-Meter-Staffel, wobei außer Karge auch Bernd Herrmann bei allen sechs Titeln dabei war. Seine Bestzeit von 46,37 Sekunden lief Karge am 11. August 1973 in Sindelfingen.
Günter Karge trat von 1973 bis 1978 neunmal im Nationaltrikot an.